# كوري آدامز
كوري آدامز (بالإنجليزية: Corey Adams)‏ هو متركمج أسترالي، ولد في 1962 في ماروبرة ‏ في أستراليا.